# Goodland (Kansas)
Goodland és una població dels Estats Units a l'estat de Kansas. Segons el cens del 2000 tenia 4.948 habitants.

## Demografia
Segons el cens del 2000, Goodland tenia 4.948 habitants, 2.085 habitatges, i 1.259 famílies. La densitat de població era de 435,2 habitants/km².
Dels 2.085 habitatges en un 27,6% hi vivien nens de menys de 18 anys, en un 50,5% hi vivien parelles casades, en un 7,1% dones solteres, i en un 39,6% no eren unitats familiars. En el 32,4% dels habitatges hi vivien persones soles el 16% de les quals corresponia a persones de 65 anys o més que vivien soles. El nombre mitjà de persones vivint en cada habitatge era de 2,31 i el nombre mitjà de persones que vivien en cada família era de 2,95.
Per edats la població es repartia de la següent manera: un 23,3% tenia menys de 18 anys, un 13,9% entre 18 i 24, un 23,3% entre 25 i 44, un 21,5% de 45 a 60 i un 18% 65 anys o més.
L'edat mediana era de 37 anys. Per cada 100 dones de 18 o més anys hi havia 100,6 homes.
La renda mediana per habitatge era de 31.356 $ i la renda mediana per família de 38.309 $. Els homes tenien una renda mediana de 28.589 $ mentre que les dones 20.798 $. La renda per capita de la població era de 17.105 $. Entorn del 9,7% de les famílies i el 12,1% de la població estaven per davall del llindar de pobresa.

## Poblacions més properes
El següent diagrama mostra les poblacions més properes.